# Kathrin Mühlbach
Kathrin Mühlbach (* 30. Januar 1992 in Dippoldiswalde) ist eine deutsche Tischtennisspielerin. Sie wurde 2010 und 2025 deutsche Meisterin im Doppel.

## Jugend
Mühlbach begann ihre Laufbahn bei ihrem Heimatverein SV Dippoldiswalde. 1999 schloss sie sich dem TV Busenbach an. Nach einer Zwischenstation beim Regionalligisten ITTC Sachsen Döbeln wechselte sie 2008 zu DJK TuS Essen-Holsterhausen in die Bundesliga und 2010 zum TSV Schwabhausen. Diesen Verein verließ sie 2012, wobei es monatelang Streit um die Unterschrift auf dem Wechselformular gab und das DTTB-Bundesgericht erst im Dezember 2012 entschied, dass sie für die Leutscher Füchse Leipzig spielberechtigt ist. 2017 wurde sie von Ttc berlin eastside verpflichtet.
In ihrer Jugend erzielte Kathrin Mühlbach zahlreiche Erfolge – im Doppel meist an der Seite von Sabine Winter:
- 2005: deutsche Jugendmeisterschaft: Platz drei im Mädchendoppel mit Svenja Obst[8]
- 2006: Internationale Jugend-Meisterschaften von Tschechien: Gewinn mit der Mannschaft.[9]
- 2007: DTTB Ranglistenturnier Top12 Jugend: Platz zwei bei den Schülerinnen[10]
- 2007: Internationale Jugend-Meisterschaften von Frankreich: Sieg im Doppel[9]
- 2008: deutsche Jugendmeisterschaft: Sieg im Doppel mit Sabine Winter[11]
- 2008: Jugend-Europameisterschaft: Silber mit Mannschaft[12]
- 2009: deutsche Jugendmeisterschaft: Sieg im Mixed mit Tran Le Vu[13]
- 2009: Internationale Meisterschaften von Spanien: Sieg mit der Mannschaft und im Doppel mit Sabine Winter[14]
- 2009: Teilnahme an der Jugend-Europameisterschaft[15]
- 2009: DTTB Ranglistenturnier Top12 Jugend: Platz zwei bei den Mädchen[9]
- 2010: Bronze mit Mannschaft bei Jugend-Weltmeisterschaft[16]

## Erwachsene
2010 gewann Mühlbach die nationale deutsche Meisterschaft im Doppel mit Sabine Winter. Sie besiegten im Endspiel Wu Jiaduo/Elke Schall. 2009 wurde sie für die Europameisterschaft in Stuttgart nominiert. Hier qualifizierte sie sich in der Konsolidierungsrunde durch Siege über Maria Christoforaki (Griechenland), Therese Andersen (Norwegen) sowie eine Niederlage gegen Elena Mocrousov (Moldawien) für die Teilnahme an der Hauptrunde, wo sie in der ersten Runde gegen Renáta Štrbíková (Tschechien) ausschied. Mit Laura Matzke im Doppel besiegte sie Maria Xiao/Carmen Solichero (Portugal/Spanien) und Li Qian/Xian Yifang (Polen/Frankreich). Danach verloren sie gegen die späteren Silbermedaillengewinnerinnen Nikoleta Stefanova/Wenling Tan Monfardini (Italien).
2011 nahm sie in Rotterdam an der Weltmeisterschaft teil. Auch hier wurde sie in der Eingangsrunde des Einzels von Wu Xue (Dominikanische Republik) geschlagen. Im Mixed mit Ruwen Filus erreichte sie durch einen Sieg über Daniel Reed/Hannah Hicks (England) die zweite Runde, wo sie an Adrian Crișan/Daniela Dodean (Rumänien) scheiterten. Im Doppelwettbewerb wurde sie nicht eingesetzt.
Ihr erstes Länderspiel bestritt sie im Mai 2011 in Budapest gegen England in der European Nations League. Hierbei gewann sie gegen Edina Toth.

## Privates
Mit ihrem kolumbianischen Ehemann Carlos Mühlbach (hat den Namen der Ehefrau angenommen) betreibt Kathrin Mühlbach eine Tischtennisschule und ein Hotel in Dippoldiswalde. Sie haben eine Tochter. Hermann Mühlbach, Katrins Bruder, war Tischtennis-Nationaltrainer in Luxemburg. Zeitweise spielte er in der 2. Bundesliga. Der frühere kolumbianische Meister Carlos Mühlbach erhielt 2020 die deutsche Staatsbürgerschaft und war daher für die Deutsche Meisterschaft 2021 startberechtigt.

## Turnierergebnisse
| Verband | Veranstaltung               | Jahr | Ort          | Land | Einzel        | Doppel    | Mixed         | Team |
| ------- | --------------------------- | ---- | ------------ | ---- | ------------- | --------- | ------------- | ---- |
| GER     | Pro Tour                    | 2013 | Almeria      | ESP  |               | letzte 16 |               |      |
| GER     | Pro Tour                    | 2011 | Stockholm    | SWE  |               | letzte 64 | Viertelfinale |      |
| GER     | Pro Tour                    | 2011 | Schwechat    | AUT  |               | letzte 64 |               |      |
| GER     | Pro Tour                    | 2011 | Incheon      | KOR  |               | letzte 16 |               |      |
| GER     | Pro Tour                    | 2011 | Shenzen      | CHN  |               | letzte 16 |               |      |
| GER     | Pro Tour                    | 2011 | Velenje      | SVN  | letzte 64     |           |               |      |
| GER     | Pro Tour                    | 2010 | Warschau     | POL  | letzte 64     |           |               |      |
| GER     | Pro Tour                    | 2008 | Warschau     | POL  | letzte 64     |           |               |      |
| GER     | Weltmeisterschaft           | 2011 | Rotterdam    | NED  | letzte 128    |           | letzte 64     |      |
| GER     | Jugend-Weltmeisterschaft    | 2010 | Bratislava   | SVK  | letzte 16     |           |               |      |
| GER     | World Junior Circuit        | 2009 | Funchal      | POR  | Viertelfinale |           |               |      |
| GER     | World Junior Circuit        | 2009 | Władysławowo | POL  | Silber        |           |               |      |
| GER     | World Junior Circuit        | 2009 | Platja d’Aro | ESP  | Halbfinale    |           |               |      |
| GER     | World Junior Circuit        | 2009 | Tata         | HUN  | Halbfinale    |           |               |      |
| GER     | World Junior Circuit Finals | 2009 | Tokio        | JPN  | Silber        |           |               |      |